# Farnesebrug
De Farnesebrug is een brug in Kallo, een deelgemeente van Oost-Vlaamse gemeente Beveren-Kruibeke-Zwijndrecht. De brug ligt in het Antwerpse havengebied op de linkeroever van de Schelde. De brug ligt over het oostelijk hoofd van de Kallosluis, de toegang naar de Schelde.
De Farnesebrug is een basculebrug met een verzonken tegengewicht. Er loopt ook een enkelsporige spoorlijn over de brug (spoorlijn 211A). Als deze brug openstaat voor het scheepvaartverkeer, kan het spoor- en wegverkeer de sluis nog steeds passeren langs de Melselebrug aan het andere hoofd van de sluis.
De brug werd genoemd naar Alexander Farnese, de hertog van Parma. Deze liet in 1585 tijdens de belegering van Antwerpen de Beneden-Schelde overbruggen met de bedoeling de bevoorradingsweg voor de stad af te sluiten. Tegelijkertijd beschikte hij zo over een verbindingsweg tussen de verschillende delen van zijn troepenmacht. Een poging om deze brug op te blazen mislukte en de Antwerpenaren moesten zich op 17 augustus 1585 overgeven.
Albertbrug · Asiabrug · Berendrechtbrug · Boudewijnbrug · Droogdokbrug · Farnesebrug · Frederik Hendrikbrug · Kattendijkbrug · Kempischebrug · Kruisschansbrug · Lefèbvrebrug · Lillobrug · Londenbrug · Luikbrug · Meestoofbrug · Melselebrug · Mexicobrug · Nassaubrug · Noorderlaanbrug · Noordkasteelbrug · Noordlandbrug · Oosterweelbrug · Oudendijkbrug · Petroleumbrug · Royersbrug · Siberiabrug · Straatsburgbrug · Van Cauwelaertbrug · Willembrug · Wilmarsdonkbrug · Zandvlietbrug · Ophaalbrug Merksem Groot Dok · Ophaalbrug Merksem Klein Dok